# Finn's Girl
Pour plus de détails, voir Fiche technique et Distribution.
Finn's Girl est un film canadien réalisé par Dominique Cardona et Laurie Colbert, sorti en 2007.

## Fiche technique
- Titre original : Finn's Girl
- Titre français : La petite de Finn
- Réalisateur :
- Scénario :
- Production : Cardona-Colbert Production
- Distribution :
- Pays :  Canada
- Langue d'origine : anglais
- Genre : Drame, romance saphique
- Lieux de tournage : Toronto, Ontario, Canada
- Durée : 88 minutes (1 h 28)
- Date de sortie :
  -  États-Unis : 4 juin 2007 au New York Lesbian, Gay, Bisexual, & Transgender Film Festival (en)
  -  Taïwan : 14 octobre 2007 au Women Make Waves Film Festival
  -  France : 1er novembre 2007 au Cineffable
  -  Royaume-Uni : 28 mars 2008 au London Lesbian and Gay Film Festival

## Distribution
- Brooke Johnson : Finn
- Yanna McIntosh : Diana
- Maya Ritter : Zelly
- Richard Clarkin : Paul
- Nathalie Toriel : Jamie
- Gilles Lemaire : Xavier
- Andrew Chalmers (en) : Max
- Chantel Cole : Eve
- Gail Maurice : Nancy
- Stephen Bogaert
- Jane Moffat
- Devon Bostick